# Axel Montenbruck
Axel Montenbruck (* 17. Mai 1942) ist ein deutscher Strafrechtswissenschaftler und Rechtsphilosoph.

## Leben
Montenbruck promovierte 1976 an der Universität Kiel zum Thema Wahlfeststellung. Im Wintersemester 1979/80 wurde er ebendort mit einer Schrift zum Thema Strafzumessung habilitiert. Von 1981 bis 2010 lehrte Montenbruck Strafrecht und Strafverfahrensrecht, Rechtsphilosophie, Rechtsanthropologie an der Freien Universität Berlin. Nach seiner Pensionierung ist er weiterhin in der Lehre tätig.

## Werk
Axel Montenbruck hat vor allem Bücher veröffentlicht. Zunächst publiziert er in Verlagen. Seit seiner Pensionierung 2010 nutzt er den Open Access der Freien Universität Berlin und bietet kleine Druckauflagen.
Normkonzepte enthalten seine Bücher zur Wahlfeststellung (1976) und zum Satz „In dubio pro reo“ (1985). Das Gebiet der Strafsanktionen bildet für ihn einen großen Schwerpunkt, ihm hat er zwei zunächst weitere Bücher gewidmet. Neben der Systematisierung der gesetzlichen Strafrahmen in seiner Habilitationsschrift, aufgegriffen durch das 6. Strafrechtsformgesetz, behandelt er auch die Kunst der Bemessung der Strafe (1989).
Sein Alterswerk ist mit rund einem Dutzend Büchern außerordentlich umfangreich. Die drei Hauptwerke ordnet er jeweils in Teilbücher oder er publiziert sie in kleinen Buchreihen. Jeder Teilband  soll jeweils eine gesonderte Grundpositionen ausleuchten und am Ende mithelfen, ein facettenreiches Ganzes zu bilden:
Das Strafrecht bedient er mit der sehr umfangreichen Deutsche Straftheorie I–IV, Lehrbuch in vier Teilen (2020).
Seine Rechtsphilosophie breitet er in der vierbändigen Schriftenreihe Zivilreligion. Eine Rechtsphilosophie als Kulturphilosophie (2015–2018) weit und mit vielen Bezügen aus. In einer Vorbemerkung erklärt er: „Die Reihe umfasst [...] vier weitgehend selbständige Schriften, und zwar eine allgemeine westliche Philosophie, eine konkrete Rechtsphilosophie, eine vor allem deutsche Kulturphilosophie und eine ganzheitliche Anthropologie.“
Seine dreistufige Rechtsanthropologie veröffentlicht er in der ebenfalls vierbändigen Schriftenreihe Natur und Recht, Politik, Ethik (2021). Er legt sie im Sinne der gegenwärtigen Naturwissenschaften naturalistisch an, begründet aber auch die Möglichkeit von Freiheit. Im Band I erörtert er die universellen Gesetze und Organisationsmuster; im Band II entwickelt er ein evolutionsbiologisches Menschenbild mit dem Kerngedanken des Spielens. In Band III zeigt er exemplarisch die humane Art der universell-systemischen Selbstorganisation durch rituelles Recht auf. Als Band IV hat er 2023 hat er eine umfangreiche Schrift mit dem Titel Politischen Demokratie angefügt. In sie hat er das Konzepte der Selbstorganisation von Systemen, die Schwarmvernunft und Angebote der Spieltheorie mit eingebracht.
Im Vorwort dazu vermerkt er, dass beide Schriftenreihen, zur „Zivilreligion“ und zur Gründung auf die „Natur“, gemeinsam eine Art von „fragmentarischen Universalismus“ darstellen könnten.
Ein halbes Dutzend weiterer, zum Teil ausgekoppelter Bücher runden sein Werk ab. Sie reichen von der Notwehr (1983) bis zur Demokratiepolitik (2023).

## Schriften

### Monographien
- Wahlfeststellung und Werttypus in Strafrecht und Strafprozeßrecht. Entwicklung und Erprobung eines neuen Erklärungsmodells. Walter G. Mühlau, Kiel 1976, ISBN 3-87559-027-9 (Dissertation, Universität Kiel, 1976).
- Strafrahmen und Strafzumessung (= Strafrechtliche Abhandlungen. N.F., Bd. 51). Duncker & Humblot, Berlin 1983, ISBN 3-428-05425-3 (Habilitationsschrift, Universität Kiel, 1979/80).
- Thesen zur Notwehr (= Heidelberger Forum. Bd. 15). R. v. Decker/C.F. Müller, Heidelberg 1983, ISBN 3-8114-7382-4.
- In dubio pro reo aus normtheoretischer, straf- und strafverfahrensrechtlicher Sicht (= Schriften zur Rechtstheorie. H. 114). Duncker & Humblot, Berlin 1985, ISBN 3-428-05873-9.
- Abwägung und Umwertung. Zur Bemessung der Strafe für eine Tat und für mehrere Taten (= Schriften zum Strafrecht. H. 83). Duncker & Humblot, Berlin 1989, ISBN 3-428-06709-6.

### Schriften im Open Access
- Strafrechtsphilosophie (1995–2010): Vergeltung, Strafzeit, Sündenbock, Menschenrechtsstrafe, Naturrecht. 2., erweiterte Auflage, FU Berlin, Berlin 2010 (online); 3. Auflage, zweisprachig chinesisch-deutsch, FU Berlin, Berlin 2013 (online).
- Zivilisation: Eine Rechtsanthropologie. Staat und Mensch, Gewalt und Recht, Kultur und Natur. 2., ergänzte Auflage. FU Berlin, Berlin 2010 (online).
- Western Anthropology: Democracy and Dehumanization. 2. Auflage, FU Berlin, Berlin 2010 (online).
- Demokratischer Präambel–Humanismus. Westliche Zivilreligion und universelle Triade „Natur, Seele und Vernunft“ (= Schriftenreihe Zivilreligion. Eine Rechtsphilosophie als Kulturphilosophie, Band I: Grundlegung). 5. erneut erheblich erweiterte Auflage, 2015, ISBN 978-3-944675-27-5 (online).
- Zivile Versöhnung. Ver-Sühnen und Mediation, Strafe und Geständnis, Gerechtigkeit und Humanität aus juristischen Perspektiven (= Schriftenreihe Zivilreligion. Eine Rechtsphilosophie als Kulturphilosophie, Band II: Grundelemente). 5. erweiterte Auflage, FU Berlin, Berlin 2016, ISBN 978-3-946234-50-0 (online).
- Weltliche Zivilreligion. Idee und Diskussion, Ethik und Recht (= Schriftenreihe Zivilreligion. Eine Rechtsphilosophie als Kulturphilosophie, Band III: Normativer Überbau). 3., erneut erheblich erweiterte Auflage, 2016, ISBN 978-3-946234-45-6 (online).
- Mittelwelt und Drei-Drittel-Mensch. Sozialreale Dehumanisierung und Zivilisierung als synthetischer Pragmatismus (= Schriftenreihe Zivilreligion. Eine Rechtsphilosophie als Kulturphilosophie, Band IV: Ganzheitlicher Überbau). 3. erneut erheblich erweiterte Auflage, FU Berlin, Berlin 2014, ISBN 978-3-944675-20-6 (online).
- Menschenwürde-Idee und Liberalismus – zwei westliche Glaubensrichtungen, 3. Auflage, FU Berlin, Berlin 2016, ISBN 978-3-946234-56-2 (online).
- Deutsche Straftheorie I–IV, Lehrbuch in vier Teilen, 4. überarbeitete und erheblich erweiterte Auflage, Freie Universität Berlin, Berlin  2020, ISBN 978-3-96110-242-6 (online).
- Universelle Natur- und Schwarmethik. Physikalische Naturgesetze und systemische Gerechtigkeit, Information und Reflexion, universelle Schwarmvernunft und spieltheoretische Strategie, Physizismus und Kulturalismus (= Schriftenreihe Natur und Recht, Politik, Ethik, Band I), Open Access der Freien Universität Berlin, Berlin 2021, ISBN 978-3-96110-371-3 (online).
- Biologische Natur- und Spielethik. Wirbeltier-Instinkte und Säugetierhormone, Befreiung des aufrechten Kind-Primaten und des energetischen Feuer-Menschen, egalitäres Kind-Rollenspiel und hoheitliches Übereltern-Recht (= Schriftenreihe Natur und Recht, Politik, Ethik, Band II), Open Access der Freien Universität Berlin, Berlin 2021, ISBN 978-3-96110-373-7  (online).
- Naturalistische Kriminologie und Pönologie. Natürlichkeit und Nutzen von Verbrechen und Strafe, Kooperation und Strafspieltheorie, Theaterprozesse und Tat-Erinnerungen, Status- und Glückstäter, Freeze-Vollzug und Feminisierung (= Schriftenreihe Natur und Recht, Politik, Ethik, Band III), Open Access der Freien Universität Berlin, Berlin 2021, ISBN 978-3-96110-375-1, (online).
- Politische Demokratie – zwischen gefühligem Populismus und ethischem Humanismus, zwischen Schwarmintelligenz und Hackschutzordnung, zwischen Systemerhalt und Disruption, zwischen Land und Stadt; Wesen und Reform der Mitte  (= Schriftenreihe: Natur und Recht, Politik, Ethik, Band IV), Open Access der Freien Universität Berlin, 2023, ISBN Online: 978-3-96110-447-5, ISBN Print: 978-3-9, (online)
- Demokratiepolitik – Selbstkonzept und Reformen. Relative Krise der relativen Demokratie?, Open Access der Freien Universität Berlin, 2023, ISBN 978-3-96110-449-9, Print: ISBN 978-3-96110-450-5 (Online)